# Cédric Mongongu
Cédric Mongongu (Kinshasa, 1989. június 22. –) kongói DK válogatott labdarúgó, jelenleg az Évian játékosa.